# Peperomia peploides
Peperomia peploides är en pepparväxtart som beskrevs av Carl Sigismund Kunth. Peperomia peploides ingår i släktet peperomior, och familjen pepparväxter. Inga underarter finns listade i Catalogue of Life.